# 长喙马先蒿
长喙马先蒿（学名：Pedicularis macrorhyncha）是列当科马先蒿属的植物，是中国的特有植物。分布在中国大陆的云南等地，生长于海拔3,660米的地区，多生于空旷山坡与高山草地中，目前尚未由人工引种栽培。